# Cristian Villagra
Cristian Carlos Villagra, né le 27 décembre 1985 à Morteros en Argentine, est un ancien footballeur argentin. Il évoluait au poste d'arrière gauche.

## Vie privée
Cristian Villagra est le frère de Rodrigo Villagra, lui aussi footballeur.

## Palmarès
Avec le CA River Plate, il remporte le Championnat Clausura d'Argentine en 2008.